# The Old Blue Mayor She Ain't What She Used to Be
"The Old Blue Mayor She Ain't What She Used to Be" é o sexto episódio da vigésima nona temporada da série animada Os Simpsons, e o 624.º no total. Foi ao ar nos Estados Unidos pela FOX em 12 de novembro de 2017.

## Enredo
A faixa do antigo monotrilho Springfield de Marge vs. the Monorail é convertida em um "parque do céu". Na abertura oficial, o prefeito Quimby liga a eletricidade que faz com que o trem aça e destrua o calçadão, correndo por Sebastian Cobb no processo antes de finalmente descarrilar e bater em uma estátua memorial de Leonard Nimoy.
Em uma reunião da prefeitura sobre o desastre, o prefeito Quimby encolhe os ombros das sugestões de Marge com comentários sexistas, nos quais ela é encorajada por sua família a concorrer contra ele para o cargo de prefeito de Springfield. Depois de uma queda inicial nas pesquisas de opinião, uma promessa no debate dos candidatos para extinguir os pneus em chamas empurra seu apoio acima do Quimby, finalmente ganhando a eleição.
No entanto, quando as escavadeiras chegam às chamas dos pneus, Marge sente simpatia pelo operador do carrinho de lembranças do marco que se acorrentou aos portões em protesto e os chama de onde é acusada de quebrar sua promessa. Quando Marge e sua equipe de suporte retornam à oferta de pneus para comprar o carrinho de lembrancinhas, ela insultou acidentalmente o dono da cadeia ainda a saber que ele era um veterano da Guerra do Vietnã, cujo melhor amigo morreu pisando em uma mina terrestre. Isso prejudica ainda mais o apoio.
Na tentativa de ganhar os eleitores, Marge realiza uma transmissão ao vivo da cozinha Simpson, que é assistida e avaliada ao vivo por sua equipe de apoio (composta por Lindsay Neagle, Professor Frink e Julio de Three Gays of the Condo) e um grupo de foco. Durante esse período, ela castiga as seduzidas embaraçosas de Homer, encheu a sala com gargalhadas e fazendo com que sua nota de aprovação dispare. Como resultado, ela é encorajada a continuar a se divertir publicamente com Homer, que recebe um sanduíche com o nome dele, e seu próprio balão na parada do Dia de Ação de Graças que confunde como "pateta".
Quando ela vê como Homer foi transformado em piada, ela visita Quimby em sua casa para perguntar se é possível equilibrar ser um bom líder e ter uma vida familiar. Ele diz a ela que não é, mas que a primeira noite fora do escritório, ele realmente percebeu o quão atraído ele é para sua esposa, Martha. Ela agradece Marge também por "dar o marido de volta".
No batismo de uma tampa de bueiro, Marge rompe com o roteiro que Lindsay lhe dá e professa seu amor por Homer. A multidão se afasta revoltando em decepção.
Oito anos depois, na cena final, Marge e Homer atravessam um corredor dedicado a sua carreira política. Marge sugere saltar uma exposição que eles se aproximam, mas Homer assinala que eles têm que passar por ela para chegar à cafeteria do prédio. Eles então caminharam através da exposição que revelou que ela sofreu um impeachment e Quimby foi reintegrado como o prefeito de Springfield.

## Recepção
Dennis Perkins de The A.V. Club deu o episódio B, afirmando que "'The Old Blue Mayor She Ain't What She Used to Bex em grande parte se compromete a examinar como a ascensão de Marge ao poder, enquanto o novo prefeito de Springfield se baseia em como os habitantes do joelho, irresponsavelmente influenciados são suscetíveis à manipulação com base em seus instintos mais baixos e egoístas. Os Simpsons não são um show cínico tanto quanto ele resiste à tentação de demonizar ou dar origem a uma mentalidade cívica ou patriotismo. O povo de Springfield, hoje à noite, reune para Marge, não porque ela seja claramente uma candidata e uma pessoa melhor do que eleitas perenemente, feminizadas, corruptamente corruptas, Diamond Joe Quimby, mas porque a operadora política residente Lindsey Naegle a convence a usar a campanha microfinanciada do Professor Frink."
"The Old Blue Mayor She Ain't What She Used to Be" marcou uma classificação de 1,9 com uma participação de 7 e foi assistido por 4,75 milhões de pessoas, fazendo o programa mais notado da noite "The Simpsons" na Fox.